# 古田博司
古田 博司（ふるた ひろし、1953年（昭和28年）7月18日 - ）は、日本の政治学者・歴史学者。筑波大学名誉教授。専門は、政治思想・東洋政治思想史・北朝鮮政治・韓国社会論・朝鮮中世史・思想教化研究。筑波大学では人文社会科学研究科を担当した。

## 人物
神奈川県横浜市出身。大学では東洋史で人類学教室に属したが、製作者の気がこもっている民俗的物体に手を触れることができなかったという。1980年（昭和55年）から1986年（昭和61年）まで韓国に滞在し、その体験と研究を下地にした韓国論の書籍を複数出版している。

## 主張
- 日韓関係について、日本は韓国に「教えず、助けず、かかわらず」の「否韓三原則」で対応すべきと主張している[3][4]。
- 韓国起源説を、「剣道も華道も韓国起源、孔子は韓国人だったという。外国人はこうのたまう彼らの文化を俗にウリジナルといっている」として、その原因を民族の「脱落のプロトコル」に求めている[5]。韓国文化は中国文化でしかないため、韓国人は「入ってきたら内の物」だと認識し、ウリジナルの原因になっているとして、「なぜ彼らは受容しても自分の文化だと思うのだろうか」と考察し、「コリアンはシナ文化しかなかったので、文化に関心を持たなかった」ため、「韓国人は文化が何かよく分からない」という結論に至り、そこに至るまで野崎充彦の朝鮮古典文学の主人公や舞台はほとんど中国（中国人）だから、「朝鮮古典文学の特徴は朝鮮の不在である」という研究が参考になったと述べている[5]。

## 経歴

### 学歴
- 1969年（昭和44年）- 慶應義塾普通部卒業
- 1972年（昭和47年）- 慶應義塾高等学校卒業
- 1976年（昭和51年） - 慶應義塾大学文学部史学科東洋史専攻卒業
- 1979年（昭和54年） - 慶應義塾大学大学院文学研究科東洋史専攻修士課程修了
- 1980年（昭和55年） - ソウル大学師範大学院国語教育科に留学（～1986年（昭和61年））
- 2000年（平成12年） - 筑波大学から博士（法学）（学位請求論文は『李朝儒礼教化政策史研究：儒教思想の政治的実践と破綻に関する一考察』）[1]

### 職歴
- 1980年（昭和55年） -  延世大学・漢陽大学などで日本語講師（-1986年（昭和61年））
- 1988年（昭和63年） - 帰国、下関市立大学経済学部専任講師
- 1993年（平成5年） - 同退官、筑波大学社会科学系助教授
- 2000年（平成12年） - 筑波大学社会科学系教授
- 2000年（平成12年） - 現代韓国朝鮮学会事務局長（-2002年（平成14年）)
- 2003年（平成15年） - 第1回日韓歴史共同研究委員会委員（-2005年（平成17年））
- 2005年（平成17年） - アジア調査会研究委員会委員
- 2007年（平成19年） - 第2回日韓歴史共同研究委員会委員幹事（-2010年（平成22年））
- 2019年（平成31年） - 筑波大学を定年退職[6]

## 受賞歴
- 1999年（平成11年） - 『東アジアの思想風景』によりサントリー学芸賞受賞
- 2004年（平成16年） - 『東アジア・イデオロギーを超えて』により読売・吉野作造賞受賞
- 2006年（平成18年） - 正論新風賞受賞

## 著作

### 単著
- 『悲しさに笑う韓国人――日本語教師の「倭人韓国伝」』人間の科学社、1986年。
  - 『ソウルという異郷で』人間の科学社、1988年。ISBN 4-8226-0018-1。 - 古田 (1986)の改題。
  - 『悲しみに笑う韓国人』筑摩書房〈ちくま文庫〉、1999年。ISBN 4-480-03456-0。
- 『ソウルの儒者たち――韓国人の精神風土』草風館、1988年。ISBN 978-4-88323-046-4。
- 『朝鮮民族を読み解く――北と南に共通するもの』筑摩書房〈ちくま新書〉、1995年。ISBN 4-480-05621-1。
  - 『朝鮮民族を読み解く』木村幹 解説、筑摩書房〈ちくま学芸文庫〉、2005年3月。ISBN 4-480-08903-9。
- 『東アジアの思想風景』岩波書店、1998年。ISBN 4-00-001917-1。 - 1999年度サントリー学芸賞受賞作。
- フルタヒロシ『ちょっとだけ考える。――思想という劇薬』日本経済新聞社、2001年。ISBN 4-532-16384-6。
- 『東アジア・イデオロギーを超えて』新書館、2003年。ISBN 4-403-23097-0。 - 2004年度読売・吉野作造賞受賞作。
- 『東アジア「反日」トライアングル』文藝春秋〈文春新書〉、2005年。ISBN 4-16-660467-8。
- 『新しい神の国』筑摩書房〈ちくま新書〉、2007年。ISBN 978-4-480-06386-1。
- 『日本文明圏の覚醒』筑摩書房、2010年。ISBN 978-4-480-86400-0。
- 『「紙の本」はかく語りき』筑摩書房〈ちくま文庫〉、2013年。ISBN 978-4-480-43016-8。
- 『醜いが、目をそらすな、隣国・韓国！』ワック〈WAC BUNKO〉、2014年3月。ISBN 978-4-89831-694-8。 - 新書判。
  - 『韓国・韓国人の品性』ワック〈WAC BUNKO〉、2017年8月。ISBN 978-4-89831-761-7。 - 古田 (2014a)の改題、増訂版
- 『ヨーロッパ思想を読み解く　何が近代科学を生んだか』筑摩書房〈ちくま新書〉、2014年。ISBN 978-4-480-06793-7。
- 『使える哲学』ディスカヴァー・トゥエンティワン、2015年。ISBN 978-4-7993-1823-2。
- 『「統一朝鮮」は日本の災難』飛鳥新社、2018年9月。ISBN 978-4-86410-624-5。
- 『旧約聖書の政治史　預言者たちの過酷なサバイバル』春秋社、2020年5月。ISBN 978-4-393-32386-1。

### 共著
- 日韓歴史共同研究委員会 編『日韓歴史共同研究報告書（第1期）』 第3分科篇、日韓歴史共同研究委員会、2005年11月。
- 櫻井よしこ 編『日本よ、「歴史力」を磨け　「現代史」の呪縛を解く』文藝春秋、2007年9月。ISBN 978-4-16-369420-7。
  - 櫻井よしこ 編『日本よ、「歴史力」を磨け　「現代史」の呪縛を解く』文春文庫、2013年1月。ISBN 978-4-16-783844-7。
- 日韓歴史共同研究委員会 編『日韓歴史共同研究報告書（第2期）』 教科書小グループ篇、日韓歴史共同研究委員会、2010年3月。
- 『日中韓 歴史大論争』文藝春秋〈文春新書〉、2010年10月。ISBN 978-4-16-660777-8。
  - 櫻井よしこ・田久保忠衛との対談「第5章 二〇一〇年の日中韓 尖閣漁船事件と日韓併合百年」
- 岡田英弘 編『モンゴルから世界史を問い直す』藤原書店、2017年1月。
  - ソドブジャムツ・フレルバータル、楊海英、杉山清彦、宮脇淳子（司会）とのディスカッション「今、なぜ岡田史学か?」
  - 「天才と巫女の稀有な著作集」※寄稿
- 藤井厳喜との対談『韓国・北朝鮮の悲劇　米中は全面対決へ』ワック〈WAC BUNKO〉、2018年12月。
- 福島香織との対談『日本人なら知っておきたい中国人の「嫌韓」韓国人の「反中」』ビジネス社、2022年4月。

### 共編著
- 鐸木昌之、坂井隆 編『資料 北朝鮮研究 1』小此木政夫・徐大粛 監修、慶應義塾大学出版会〈慶應義塾大学地域研究センター叢書〉、1998年10月。ISBN 4-7664-0696-6。
- 小倉紀蔵と共編 編『韓国学のすべて』新書館〈ハンドブック・シリーズ〉、2002年4月。ISBN 4-403-25058-0。
- 鄭大均と共編 編『韓国・北朝鮮の嘘を見破る――近現代史の争点30』文藝春秋〈文春新書〉、2006年8月。

### 翻訳
- 李庭植『戦後日韓関係史』小此木政夫と共訳、中央公論社〈中公叢書〉、1989年4月。ISBN 4-12-001794-X。- 原タイトル - Japan and Korea。
- 徐大粛『金日成と金正日――革命神話と主体思想』岩波書店〈現代アジアの肖像 6〉、1996年9月。ISBN 4-00-004861-9。

### 論文
論文の内容は主要論文の要約を参照。
- 古田博司 著「若き李栗谷と其の時代」、寺尾誠 編『温故知新――歴史・思想・社会論集』慶応通信、1990年10月。ISBN 4-7664-0466-1。
- 古田博司 著「金正日『種子論』について」、伊豆見元、張達重 編『金正日体制の北朝鮮――政治・外交・経済・思想』慶應義塾大学出版会〈日韓共同研究叢書 7〉、2004年9月25日。ISBN 4-7664-0804-7。
- 古田博司 著「歴史の中の北朝鮮」、アジア太平洋研究会 編『国際関係を「見つめる」――アメリカ・中国・朝鮮半島・ロシア・EU、そして日本――財団法人アジア太平洋研究会設立30周年記念誌』ジャパンタイムズ、2005年8月15日。ISBN 4-7890-1202-6。
- 古田博司 著「北朝鮮マスゲーム批判序説」、鈴木正崇 編『東アジアの近代と日本』慶應義塾大学東アジア研究所、販売：慶應義塾大学出版会〈東アジア研究所講座 : KIEAS〉、2007年9月。ISBN 978-4-7664-1418-9。
- 古田博司 著「「アジア主義」の超克」、遠藤浩一 編『日本文明論への視点――われら何処より来たり、何処へ往くか』展転社、2012年6月。ISBN 978-4-88656-373-6。
- 古田博司 著「朝鮮半島、今そこにある危機」、荒岩宏奨 編『國の防人 第八号』展転社、2018年12月。ISBN 978-4886564719。

### 史料
- 「韓国の歴史教科書資料集――社会科・世界史編――」（PDF）2010年3月1日。
- (PDF) 朝鮮原風景（1918年3月～1933年2月）

## 関連人物
- 李明博 - 李明博竹島上陸 - 李明博による天皇謝罪要求
- 朱子 - 朱子学
- ヌルハチ
- 朴槿恵
- ホンタイジ
- 藤井厳喜